# Hieracium diminutum
Hieracium diminutum es una especie de planta con flor del género Hieracium, de la familia Asteraceae, orden Asterales.

## Distribución
Hieracium diminutum se distribuye por Noruega.

## Taxonomía
Fue descrita científicamente por Lindeberg ex Omang. Fue publicada en Nyt Mag. Naturvidensk.